# Gustav-Adolf Schreiber (Politiker)
Gustav-Adolf Schreiber (* 7. Oktober 1940 in Bremen) ist ein deutscher Politiker (CDU) und war Mitglied der Bremischen Bürgerschaft.

## Biografie
Schreiber war als Großhandelskaufmann für Baumaschinen in Bremen tätig. Er ist verheiratet.
Er ist Mitglied der CDU Bremen. Er war lange stellv. Vorsitzender und später bis 1993 Vorsitzender der CDU-Mittelstandsvereinigung, ab 1991 im CDU-Bundesvorstand dieser Vereinigung, stellv. Vorsitzender des CDU-Ortsverbandes Bremen-Mitte, Mitglied im Vorstand des CDU-Stadtbezirksverbandes Bremen und von um 1979 Mitglied im Beirat Bremen-Mitte, zeitweise stellv. Sprecher des Beirates und Sprecher der CDU-Fraktion.
Von 1983 bis 1987 war er Mitglied der 11. Bremischen Bürgerschaft und Mitglied verschiedener Deputationen, u. a. für das Bauwesen. In der Bürgerschaft war er u. a. für den Bau kleiner Läden beim Umbau des Polizeihauses, für getrennte Kanalisationssysteme. Er verzichtete auf eine erneute Kandidatur.